# Tattoo (píseň, Loreen)
„Tattoo“ je píseň švédské zpěvačky Loreen vydaná 25. února 2023 společností Universal Music jako singl. V roce 2023 vyhrála Loreen s touto písní celkem již podruhé soutěž Eurovision Song Contest.

## Nařčení z plagiátorství
Po uvedení na Melodifestivalen bylo vzneseno obvinění, že píseň je částečným plagiátem, konkrétně že se inspirovala písněmi jako „Flying Free“ od Pont Aeri, „The Winner Takes It All“ od skupiny ABBA, „Easy on Me“ od Adele a především potom „V plenu“ od Miky Newton.

## Ocenění
- Melodifestivalen 2023 – vítězná píseň
- Eurovision Song Contest 2023 – vítězná píseň